# Ecomorfologia
Ecomorfologia é o estudo das relações entre as formas dos organismos e seus modos de vida. O termo foi criado em 1975 por Karr e James num artigo que examinava as relações das características morfológicas e os aspectos ambientais em uma visão estritamente ecológica.